# 全球人壽球場
全球人壽球場（英語：Globe Life Field）位於美國德克薩斯州阿靈頓，是一座供棒球比賽使用的球場。目前是美國職棒大聯盟德州遊騎兵的主場。此球場落成於2020年，造價為11億美元，採用屋頂可開闔式設計，場內為人工草皮。這座球場與遊騎兵的前主場阿靈頓棒球場僅僅相隔往南走一條街的距離而已，全球人壽與保險公司則擁有該球場的命名權，期限到2048年為止。
2018年初，日本職棒的北海道日本火腿鬥士球團與德州遊騎兵球團簽署了合作協議，遊騎兵為日本火腿提供了新球場設計的建議，兩球團也都由美國建築事務所HKS公司操刀球場設計，因此日本火腿新球場ES CON FIELD HOKKAIDO的結構及屋頂開闔方式與全球人壽球場相近。

## 開幕
全球人壽球場原訂於2020年3月23日於大聯盟開幕戰正式啟用，不過因為COVID-19疫情而延後推遲。5月29日，該球場因應高中畢典而首次開放使用。
7月21日，遊騎兵首次在裡面進行表演賽。7月24日，遊騎兵在延後的開幕戰正式啟用全球人壽球場。

### 2020年球季
由於疫情關係，大聯盟宣布該年球季的季後賽將採用第三方球場的方案。而全球人壽球場和美粒果球場則被選為國聯分區賽和冠軍賽的場地，其中全球人壽球場更是成為世界大賽的舉辦地。

## 場地大小

全球人壽球場的場地結構

全球人壽球場的場內各地距離其實都有玄機，這些數字都是特別紀念遊騎兵隊史的退休背號與特別的球季。
| 位置                     | 距離（英呎） | 紀念於           | 紀念原因                        |
| ------------------------ | ------------ | ---------------- | ------------------------------- |
| 左外野邊線最遠處         | 329          | 艾德里安·貝爾垂  | 退休號碼#29                     |
| 左外野內線最遠處         | 334          | 諾蘭·萊恩        | 退休號碼#34                     |
| 左外野警戒區最遠處       | 372          | 1972年遊騎兵球季 | 球隊搬到德州阿靈頓的第一個球季  |
| 左外野至右外野的最遠距離 | 410          | 麥可·楊          | 退休號碼#10                     |
| 中外野最遠處             | 407          | 伊凡·羅德里奎茲  | 退休號碼#7                      |
| 右外野警戒區最遠處       | 374          | 1974年遊騎兵球季 | 搬到阿靈頓首度勝率突破5成的球季 |
| 右外野邊線最遠處         | 326          | Johnny Oates     | 退休號碼#26                     |
| 本壘後方到圍欄           | 42           | 傑基·羅賓森      | 背號42號被全大聯盟退休          |